# Hermann Krumey

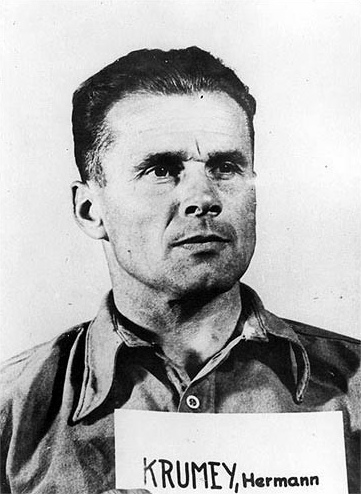
Hermann Krumey im Gewahrsam der US-Army

Hermann Alois Krumey (* 18. April 1905 in Mährisch Schönberg; † 27. November 1981 in Erftstadt) war ein deutscher SS-Führer, der während des Zweiten Weltkriegs zentral an der Vernichtung der Juden beteiligt war. Als Leiter der Umwandererzentralstelle (UWZ) koordinierte Krumey von 1940 bis 1943 die Vertreibung von Polen aus den vom Deutschen Reich annektierten Gebieten Wartheland, Danzig-Westpreußen und Ostoberschlesien. Als leitender Mitarbeiter im Sondereinsatzkommando Eichmann organisierte er 1944 als Stellvertreter Eichmanns die Deportation der ungarischen Juden in die Vernichtungslager. Krumey wurde 1969 von deutschen Gerichten wegen Mordes zu lebenslanger Haft verurteilt. Diese Haft saß er bis kurz vor seinem Tod 1981 ab. Das Urteil hatte im Kontext der juristischen Aufarbeitung der NS-Taten in der Bundesrepublik durch die Art des Schuldspruchs (Verurteilung wegen Mordes und nicht wegen Beihilfe zu Mord bei einem Schreibtischtäter) und die Höhe des Strafmaßes einen „deutlichen Ausnahmecharakter“.

## Leben

### Herkunft und Eintritt in die SS (1905–1939)
Krumey wurde 1905 im überwiegend deutschsprachigen nördlichen Teil Mährens geboren, als dieses noch zur k.u.k. Monarchie Österreich-Ungarn gehörte. Nach Ende des Ersten Weltkriegs 1918 gehörte sein Heimatort Mährisch Schönberg dann als Šumperk zur Tschechoslowakei. Seine Eltern, die beide aus Mährisch Schönberg stammten, waren der Leinwanderzeuger Adolf Krumey und Rosalie Krannich. Krumey legte die Berufsausbildungsprüfung zum Drogisten ab und leitete später „zeitweise“ als Geschäftsführer eine Drogerie.
Anfang 1935 trat Krumey in die Sudetendeutsche Partei (SdP) (damals noch Sudetendeutsche Heimatfront) ein, die von Konrad Henlein geführt wurde. Nachdem im Oktober 1938 infolge des Münchner Abkommens das Sudetenland dem Deutschen Reich zufiel, wurde die SdP aufgelöst und Krumey trat in die NSDAP ein. Krumey hatte schon vor dem „Anschluss“ des Sudetenlandes verdeckt für die Wehrmacht und den Auslandsgeheimdienst im SD gearbeitet. Im November 1938 wurde er hauptamtlich in die SS übernommen (SS-Nummer 310.441) und wurde schließlich SS-Obersturmbannführer.

### Einsatz in Polen (1939–1944)
Im November 1939, nach Ende des Überfalls auf Polen, wurde Krumey durch das SS-Personalhauptamt zum Stab des Höheren SS- und Polizeiführers (HSSPF) Wilhelm Koppe im Wartheland versetzt und dort dem „Amt für Umsiedlung der Polen und Juden“ unter SS-Obersturmbannführer Albert Rapp zugewiesen. Das Amt wurde im März 1940 dem Chef der Sicherheitspolizei und des SD unterstellt, der neue Name lautete Umwandererzentralstelle Posen (UWZ). Ein Teil des Amtes befand sich in Łódź, es wurde als „Umwandererzentralstelle Posen/Dienststelle Lodz“ bezeichnet (Łódź wurde erst im April 1940 in Litzmannstadt umbenannt). Krumey wurde mit Termin der Umorganisation per März 1940 selbständiger Leiter der UWZ-Dienststelle Lodz.
Damit war Krumey nun als Mitglied der Sicherheitspolizei (Sipo) bzw. des SD für die Deportation von „Fremdvölkischen“ (Polen und Juden) im Warthegau zuständig, der insgesamt über 390.000 Menschen zum Opfer fielen. Zu diesem Zweck unterhielt Krumey bis zu zwölf Außenstellen seines Amtes und betrieb mindestens fünf Konzentrationslager für die aus ihren Wohnstätten vertriebenen polnischen Familien. Im Rahmen der Aktion Zamość, mit der große Teile des Bezirks Lublin „germanisiert“ werden sollten, ließ er knapp 10.000 Polen vertreiben, wobei er eng mit Odilo Globocnik zusammenarbeitete. 1942 organisierte er mindestens sechs Transporte von Juden aus dem Lager Zamość in das KZ Auschwitz-Birkenau.
Im Sommer 1941 wurde ein Sonderkommando unter Krumeys Führung nach Kroatien gesandt, um dort die Internierung der Juden in Konzentrationslagern voranzutreiben.
Im Juni 1942 wurden im Protektorat Böhmen und Mähren 98 Kinder elternlos, nachdem ihre Väter zusammen mit allen anderen Männern im Massaker von Lidice ermordet und ihre Mütter zusammen mit den anderen Frauen in das KZ Ravensbrück eingeliefert wurden. Nachdem drei der 98 Kinder von Vertretern des SS-Rasse- und Siedlungshauptamts (RuSHA) vor Ort als „eindeutschungsfähig“ ausgewählt waren und sieben Kinder unter einem Jahr als noch zu jung für eine „rassische Musterung“ in ein Prager Kinderheim gegeben wurden, verblieben 88 Kinder im Alter zwischen einem bis 15 Jahren, die per Bahn in das Jugendkonzentrationslager in der Gneisenaustraße in Litzmannstadt deportiert wurden. In Litzmannstadt wählte der dortige RuSHA-Leiter Walter Dongus weitere sieben „rückdeutschungsfähige Kinder“ aus, denen nach einer Zwischenstation in einem Heim in Puschkau deutsche Namen gegeben wurden, um sie dann deutschen Pflegefamilien zu überlassen. Krumey berichtete am 22. Juni 1942 in einem Fernschreiben an Standartenführer Hans Ehlich vom Referat III B des RSHA, dass er sich wegen des Verbleibs der restlichen 81 Kinder an das RSHA-Referat IV B4 von Eichmann gewandt hätte, in der Annahme, die Kinder sollten einer „Sonderbehandlung“ zugeführt werden. Die 81 Kinder wurden daraufhin in das Vernichtungslager Kulmhof (Chełmno) gebracht, wo sie vergast wurden. 14 Tage nach Lidice wurden auch die Einwohner des böhmischen Dorfes Ležáky ermordet. Auch diesmal wurden zwölf „nicht-eindeutschungsfähige“ Waisenkinder (zusammen mit sechs weiteren Kindern zur „Eindeutschung“) zu Krumey nach Litzmannstadt geschickt, wo sie am 25. Juli 1942 der Gestapo übergeben wurden, die sie nach Kulmhof zur Vergasung brachte. Das Fernschreiben von Krumey an Eichmann vom 22. Juni 1942 wurde als Beweisstück T/1094 im Eichmann-Prozess verwendet.

### Einsatz in Ungarn (1944)
Krumey meldete sich freiwillig von der Sipo/SD zum Reichssicherheitshauptamt, wo er dem Referat IV B 4 zugeteilt wurde. Mit dem Beginn der Besetzung Ungarns durch die Wehrmacht am 19. März 1944 („Operation Margarethe“) wurde Krumey nach Ungarn versetzt. Er war Teil des Sonderkommandos Eichmann, das den Auftrag zur sogenannten „Ungarn-Aktion“ hatte. Krumey war Stellvertreter von Adolf Eichmann und organisierte einen Judenrat und die Transporte nach Auschwitz. Er wurde durch die perfide Postkarten-Aktion aus dem thüringischen Kurort Waldsee bekannt. Zur Führung des Sonderkommandos gehörten neben Eichmann und Krumey ferner Otto Hunsche (Verwaltung und Rechtsfragen) und Dieter Wisliceny.
Nach Verhandlungen mit einem Hilfskomitee unter Leitung von Joel Brand sonderte Krumey 21.000 Juden in das Durchgangslager Strasshof ab, um im Austausch der Gefangenen Hilfslieferungen zu erhalten, gefordert waren unter anderem 10.000 Lastwagen („Blut gegen Ware“). Die meisten der abgesonderten Gefangenen überlebten den Krieg, von den 377.000 aus Ungarn in Vernichtungslager deportierten Juden wurden mindestens 290.000 ermordet. Er leitete zuletzt die Außenstelle Wien des Sonderkommandos Eichmann.

### Nachkriegszeit und juristische Aufarbeitung (1945–1981)
Im Mai 1945 wurde Krumey in Italien von den Alliierten festgenommen, aber auf Basis einer Aussage des Ungarn Rudolf Kasztner wieder freigelassen. Kasztner hatte auf jüdischer Seite an den Verhandlungen zu den 21.000 ungarischen Juden teilgenommen. Krumey ging nach Deutschland, wo ihn 1948 eine Spruchkammer im Entnazifizierungsverfahren als „Mitläufer“ einstufte. Als Heimatvertriebener erhielt er einen Kredit über 12.000 DM und betrieb im hessischen Korbach ab 1956 die Hubertusdrogerie. Er war Abgeordneter des Bundes der Heimatvertriebenen und Entrechteten (BHE) im Kreistag von Korbach und Kreisobmann in der sudetendeutschen Landsmannschaft.
Im April 1957 wurde Krumey erstmals festgenommen, jedoch im Juni 1957 mangels Fluchtverdachts wieder freigelassen. Nach Aussagen von Adolf Eichmann im Eichmann-Prozess begann die Strafverfolgung 1960 erneut. Am 24. Mai 1960 wurde Krumey festgenommen und verblieb bis zu seiner ersten Verurteilung 1965 in Untersuchungshaft. Das Strafverfahren wurde gemeinsam gegen Krumey und Hunsche wegen „gemeinschaftlichen Mordes in einer unbestimmten Vielzahl von Fällen“ geführt und wurde als Krumey-Hunsche-Prozess bekannt.
Nach neunmonatiger Verhandlung verurteilte das Landgericht Frankfurt am Main Krumey im Februar 1965 wegen Beihilfe zum Mord an den ungarischen Juden zu fünf Jahren Zuchthaus. Nach Abzug der in Untersuchungshaft verbrachten Zeit kam Krumey frei, worauf sowohl Staatsanwaltschaft als auch Verteidigung in Revision gingen. Der Bundesgerichtshof hob das Urteil auf und verwies das Verfahren an das LG zurück, mit der Empfehlung, das Strafmaß für Krumey zu erhöhen. Im August 1969 wurde Krumey daraufhin zu lebenslanger Haft verurteilt. Im Januar 1973 wurde die durch Krumey erneut eingelegte Revision vom BGH verworfen, so dass das Urteil rechtskräftig wurde.
Am 7. April 1976 wurde er aus gesundheitlichen Gründen aus der
Justizvollzugsanstalt Schwalmstadt entlassen. Krumey starb am 27. November 1981 in Erftstadt.